# IC 1755
IC 1755 — IC 1755 (також відомий як MCG 2-6-5, PGC 7341 і UGC 1428) являє собою спіральну галактику, яка становить близько 365 млн. Гр з Землі і знаходиться в сузір'ї Овна. Найбільший діаметр склав 1,40 (149 тис. Гр) і найменший 0,3 кутові хвилини (32 тис. Гр.). [B] Перше відкриття було зроблено Стефаном Явеллею 17 січня 1896 року.